# Theope terambus
Espèce
Theope terambus est une espèce d'insectes lépidoptères appartenant à la famille  des Riodinidae et au genre Theope.

## Taxonomie
Theope terambus a été nommé par Jean-Baptiste Godart en 1824 sous le nom de Polyommatus terambus.
Synonyme : Psalidopteris lytaea Geyer, 1837.

## Description
Theope terambus est un papillon à l'apex des ailes antérieures pointu, au dessus de couleur bleu outremer avec aux ailes antérieures une large bordure externe et une bordure costale marron foncé qui laissent une plage bleue de long du bord interne, et aux ailes postérieures une très large plage bleue chez le mâle, limitée à une suffusion bleue basale chez la femelle.
Le revers est jaune chez la femelle, cuivré chez le mâle avec une bande marron depuis le bord costal près de l'apex de ailes antérieures jusqu'au milieu du bord interne et aux ailes postérieures du milieu du bord costal au milieu du bord interne.

## Biologie
Il est attiré par les fleurs.

## Écologie et distribution
Theope terambus est présent en Guyane et au Brésil,.

### Protection
Pas de statut de protection particulier.